# Kora Jahanabad
Kora Jahanabad là một thị xã và là một nagar panchayat của quận Fatehpur thuộc bang Uttar Pradesh, Ấn Độ.

## Nhân khẩu
Theo điều tra dân số năm 2001 của Ấn Độ, Kora Jahanabad có dân số 24.050 người. Phái nam chiếm 53% tổng số dân và phái nữ chiếm 47%. Kora Jahanabad có tỷ lệ 58% biết đọc biết viết, thấp hơn tỷ lệ trung bình toàn quốc là 59,5%: tỷ lệ cho phái nam là 65%, và tỷ lệ cho phái nữ là 51%. Tại Kora Jahanabad, 16% dân số nhỏ hơn 6 tuổi.